# Nekrolog 1632
Nekrolog
◄◄
| ◄
| 1628
| 1629
| 1630
| 1631
| 1632 | 1633 | 1634 | 1635 | 1636 | ► | ►►
Weitere Ereignisse | Allgemeiner Nekrolog 1632
Die Beschreibung der verstorbenen Person sollte so kurz wie möglich gehalten sein und nur deren signifikante Tätigkeit(en) enthalten.
Neue Namen ggf. auch unter dem Geburts- und Sterbedatum, also etwa unter 1. Januar und im Geburts- und Sterbejahr (2024) eintragen (nur bei entsprechender großer Wichtigkeit). Für Beispiele siehe die schon vorhandenen Artikel.
Außerdem über die fünf zuletzt Verstorbenen, zu denen es einen ausreichend guten Artikel für eine Präsentation auf der Hauptseite gibt, nach der todesbedingten Überarbeitung der Artikel ggf. auch unter Wikipedia Diskussion:Hauptseite informieren und sie am besten auch in den anderen Wikipedia-Sprachversionen eintragen. Tipp: Regelmäßig bei news.google.de nach „ist tot“, „gestorben“ oder „verstorben“ suchen.
Wenn eine Person gestorben ist, gibt es viele Seiten zu dieser Person in der Wikipedia, die davon auch betroffen sind und entsprechend aktualisiert werden müssen. Beispiele: Namenübersichtsseite, Geburtsjahr, Geburtsort-Seiten und viele mehr.
Wie finde ich die betroffenen Seiten?
Im Suchfeld auf der linken Seite gibt man den Suchbegriff so ein: „Vorname Nachname“. Dann klickt man auf Volltext und alle Seiten mit entsprechendem Suchtext werden aufgerufen. Hier sieht man dann schnell, wo auch das Todesjahr Sinn macht oder sogar ein Teil des Artikels angepasst werden muss. Auch hilft das „Werkzeug“ auf der linken Seite sehr gut, um solche Seiten aufzufinden: „Links auf diese Seite“. Somit ist die Wikipedia wieder aktuell in allen Bereichen! Hinweis: bei Eintragung der Kategorie „Gestorben JAHR“ wird der Missbrauchsfilter 49 ausgelöst, was jedoch nicht schlimm ist. Siehe: Spezial:Missbrauchsfilter/49
Dies ist eine Liste von im Jahr 1632 verstorbenen bekannten Persönlichkeiten. Die Einträge erfolgen innerhalb der einzelnen Daten alphabetisch sortiert. Tiere sind im Nekrolog für Tiere zu finden.

## Januar
| Tag        | Name                         | Beruf, bekannt als                                                                 | Alter | Beleg |
| ---------- | ---------------------------- | ---------------------------------------------------------------------------------- | ----- | ----- |
| 1. Januar  | Giovanni Battista Agucchi    | italienischer Bischof                                                              | 61    |       |
| 5. Januar  | Johannes Goddaeus            | deutscher Rechtswissenschaftler                                                    | 76    |       |
| 16. Januar | Antoinette de Pons           | Ehrendame der Katharina von Medici, Mätresse des französischen Königs Heinrich IV. |       |       |
| 25. Januar | Maria Andreae                | deutsche Apothekerin, Armen- und Krankenpflegerin                                  | 81    |       |
| 25. Januar | Abraham Janssens van Nuyssen | niederländischer Maler                                                             |       |       |
| 29. Januar | Jan Porcellis                | niederländischer Marinemaler                                                       |       |       |
| 31. Januar | Jost Bürgi                   | Schweizer Uhrmacher, Instrumentenbauer und Astronom                                | 79    |       |
| Januar     | Al-Maqqarī                   | arabischer Historiker                                                              |       |       |
| Januar     | Alois Baldiron               | spanisch-habsburgischer Heerführer                                                 |       |       |

## Februar
| Tag         | Name                                    | Beruf, bekannt als                                                       | Alter | Beleg |
| ----------- | --------------------------------------- | ------------------------------------------------------------------------ | ----- | ----- |
| 7. Februar  | Margarita Gonzaga                       | italienische Adelige, verheiratet mit Herzog Heinrich II. von Lothringen | 40    |       |
| 10. Februar | Müezzinzade Filibeli Hafız Ahmed Pascha | osmanischer Großwesir                                                    |       |       |
| 16. Februar | Joachim Clan                            | deutscher Jurist und Bürgermeister von Hamburg                           |       |       |
| 16. Februar | Nikolaus Pol                            | schlesischer Chronist und Geistlicher                                    | 67    |       |
| 17. Februar | Frances Walsingham                      | englische Adlige und Hofdame                                             |       |       |
| 23. Februar | Giambattista Basile                     | italienischer Märchendichter                                             |       |       |

## März
| Tag      | Name                            | Beruf, bekannt als                                          | Alter | Beleg |
| -------- | ------------------------------- | ----------------------------------------------------------- | ----- | ----- |
| 9. März  | Alwig von Sulz                  | Landgraf im Klettgau (1616–1628)                            | 45    |       |
| 9. März  | Volprecht Riedesel zu Eisenbach | hessischer Erbmarschall                                     | 53    |       |
| 14. März | Thomas Lindemann der Ältere     | deutscher Rechtswissenschaftler, Hochschullehrer und Rektor | 61    |       |
| 14. März | Tokugawa Hidetada               | japanischer Shogun                                          | 52    |       |
| 15. März | Moritz                          | Landgraf von Hessen-Kassel                                  | 59    |       |

## April
| Tag       | Name                               | Beruf, bekannt als                                             | Alter | Beleg |
| --------- | ---------------------------------- | -------------------------------------------------------------- | ----- | ----- |
| 2. April  | Dietrich von Ascheberg             | Domherr in Münster                                             |       |       |
| 3. April  | Heinrich Brömse                    | Ratsherr in Lübeck                                             |       |       |
| 8. April  | Georg von Debschitz                | schlesischer Gutsbesitzer und kaiserlicher Hauptmann           | 80    |       |
| 15. April | George Calvert, 1. Baron Baltimore | englischer Staatsmann                                          |       |       |
| 27. April | Hermann Goehausen                  | deutscher Jurist, Professor der Rechtswissenschaft             |       |       |
| 30. April | Christoph von Baden-Durlach        | badischer Markgrafensohn und Offizier im Dreißigjährigen Krieg | 29    |       |
| 30. April | Johann T’Serclaes von Tilly        | Heerführer im Dreißigjährigen Krieg                            | 73    |       |
| 30. April | Sigismund III. Wasa                | König von Polen und Schweden                                   | 65    |       |

## Mai
| Tag     | Name                | Beruf, bekannt als                                     | Alter | Beleg |
| ------- | ------------------- | ------------------------------------------------------ | ----- | ----- |
| 3. Mai  | Johann von Viermund | Freiherr von Neersen, kaiserlicher Generalwachtmeister | 43    |       |
| 5. Mai  | Luis de Sousa       | portugiesischer Schriftsteller und Historiker          |       |       |
| 10. Mai | Louis de Marillac   | französischer Heerführer und Staatsmann                |       |       |
| 10. Mai | Mathias Tinctorius  | deutscher Richter und Notar                            |       |       |
| 14. Mai | Peter Binoit        | deutscher Stilllebenmaler                              |       |       |
| 25. Mai | Robert Hues         | britischer Mathematiker, Geograph und Navigator        |       |       |
| 25. Mai | Adam Tanner         | deutscher Hexentheoretiker                             | 60    |       |

## Juni
| Tag      | Name                  | Beruf, bekannt als                                         | Alter | Beleg |
| -------- | --------------------- | ---------------------------------------------------------- | ----- | ----- |
| 2. Juni  | Ernst Casimir         | Graf von Nassau-Dietz, Vorfahre der Könige der Niederlande | 58    |       |
| 7. Juni  | Lavinia della Rovere  | Principessa di Francavilla (1583–1593)                     | 74    |       |
| 15. Juni | Johann von Münster    | deutscher reformierter Staatsmann                          | 71    |       |
| 21. Juni | Anselmus de Boodt     | belgischer Gelehrter, Arzt, Chemiker und Mineraloge        |       |       |
| 26. Juni | Alexandru Coconul     | Fürst der Walachei und des Fürstentums Moldau              |       |       |
| 30. Juni | Martin von Wallenrodt | deutscher Jurist und Büchersammler                         | 62    |       |

## Juli
| Tag      | Name                                 | Beruf, bekannt als                     | Alter | Beleg |
| -------- | ------------------------------------ | -------------------------------------- | ----- | ----- |
| 2. Juli  | Hans Conrad von Gemmingen            | Grundherr in Widdern und Maienfels     |       |       |
| 2. Juli  | Peter Wasmund                        | deutscher Jurist und Hochschullehrer   | 45    |       |
| 9. Juli  | Albert Menzel                        | deutscher Arzt und Hochschullehrer     |       |       |
| 17. Juli | Hendrik van Balen der Ältere         | flämischer Maler                       |       |       |
| 21. Juli | Heinrich Ludwig von Hanau-Münzenberg | Adeliger                               | 23    |       |
| 23. Juli | Pamwo Berynda                        | ruthenischer Gelehrter und Lexikograph |       |       |
| 30. Juli | Karl von Österreich                  | Infant von Spanien                     | 24    |       |

## August
| Tag        | Name                 | Beruf, bekannt als                                                           | Alter | Beleg |
| ---------- | -------------------- | ---------------------------------------------------------------------------- | ----- | ----- |
| 3. August  | Caspar von Eickstedt | Landrat im Herzogtum Pommern                                                 | 30    |       |
| 3. August  | Josua Stegmann       | deutscher Theologe und Kirchenliederdichter                                  | 43    |       |
| 6. August  | Hans Bien            | Zeichner und Steinmetz der Stadt Nürnberg                                    | 41    |       |
| 11. August | Georg Engelmann      | deutscher Organist und Komponist                                             |       |       |
| 14. August | August               | Pfalzgraf und Herzog von Sulzbach                                            | 49    |       |
| 19. August | Valentin de Boulogne | französischer Maler                                                          | 41    |       |
| 22. August | Klas Horn            | schwedischer Beamter, Reichsrat und Generalgouverneur von Schwedisch-Pommern | 48    |       |
| 23. August | Frances Howard       | englische Adelige                                                            | 42    |       |
| 25. August | Thomas Dekker        | englischer Dramatiker                                                        |       |       |

## September
| Tag           | Name                               | Beruf, bekannt als                                               | Alter | Beleg |
| ------------- | ---------------------------------- | ---------------------------------------------------------------- | ----- | ----- |
| 1. September  | Antoine de Bourbon, comte de Moret | Sohn des französischen Königs Heinrich IV.                       | 25    |       |
| 7. September  | Sissinios                          | Kaiser von Äthiopien                                             |       |       |
| 13. September | Leopold V.                         | Erzherzog von Tirol, Bischof von Passau und Straßburg (bis 1625) | 45    |       |
| 28. September | Caspar von Stein                   | deutscher Ritterhauptmann und Gesandter                          | 42    |       |
| 30. September | Thomas Allen                       | britischer Mathematiker, Gelehrter und Astrologe                 | 89    |       |

## Oktober
| Tag         | Name                                    | Beruf, bekannt als | Alter | Beleg |
| ----------- | --------------------------------------- | --- | ----- | ----- |
| 3. Oktober  | Janus Gebhard                           | deutscher Klassischer Philologe und Hochschullehrer                                                                          | 40    |       |
| 6. Oktober  | Wilhelm Heinrich von Bentheim-Steinfurt | Mitglied der Fruchtbringenden Gesellschaft, Graf, Domherr von Straßburg                                                      | 48    |       |
| 12. Oktober | Henning Bardenwerper                    | Gerber, Schuster, Kämmerer, Ratsherr, Bürgermeister in Braunschweig                                                          |       |       |
| 14. Oktober | Franz II.                               | Herzog von Lothringen und Bar sowie Graf von Vaudémont                                                                       | 60    |       |
| 16. Oktober | Johannes Buchwälder                     | schlesischer Pastor und Autor                                                                                                | 68    |       |
| 16. Oktober | Anna von Jülich-Kleve-Berg              | Pfalzgräfin bei Rhein zu Neuburg                                                                                             | 80    |       |
| 17. Oktober | Georg Herold                            | deutscher Rotschmied, Stück- und Glockengießer                                                                               |       |       |
| 23. Oktober | Giovanni Battista Crespi                | italienischer Maler | 58    |       |
| 23. Oktober | Chrysostomus Henriquez                  | zisterziensischer Historiker                                                                                                 |       |       |
| 30. Oktober | Henri II. de Montmorency                | Großadmiral und Marschall von Frankreich, Vizekönig von Neu-Frankreich und Gouverneur des Languedocs, Herzog von Montmorency | 37    |       |

## November
| Tag          | Name                                   | Beruf, bekannt als                                                                                        | Alter | Beleg |
| ------------ | -------------------------------------- | --- | ----- | ----- |
| 5. November  | Henry Percy, 9. Earl of Northumberland | intellektuelle und kulturelle Persönlichkeit des englischen Hochadels                                     | 68    |       |
| 14. November | Hans Christoph Scherer                 | deutscher Amtmann und Diplomat                                                                            | 50    |       |
| 16. November | Gustav II. Adolf                       | König von Schweden                                                                                        | 37    |       |
| 16. November | Johann Bernhard Schenk zu Schweinsberg | Fürstabt der Reichsabtei Fulda und Reichsfürst                                                            |       |       |
| 17. November | Pierre Richer de Belleval              | französischer Botaniker und Mediziner                                                                     |       |       |
| 17. November | Gottfried Heinrich zu Pappenheim       | Befehlshaber eines Reiterregimentes in Diensten des habsburgischen Kaisers                                | 38    |       |
| 17. November | Henri de Schomberg                     | französischer Militärführer                                                                               |       |       |
| 18. November | Ludovico Ludovisi                      | italienischer Erzbischof von Bologna und Kardinal                                                         | 37    |       |
| 23. November | Johann Christoph von Preysing          | bayerischer Staatsmann, Geheimrat                                                                         | 55    |       |
| 25. November | Filippo Archinto                       | italienischer Adliger, Erzpriester und Bischof von Como                                                   | 82    |       |
| 27. November | John Eliot                             | englischer Politiker im Vorfeld des englischen Bürgerkriegs und ein Führer der damaligen Parlamentspartei | 40    |       |
| 29. November | Friedrich V.                           | Kurfürst der Pfalz, König von Böhmen (1619–1620)                                                          | 36    |       |

## Dezember
| Tag          | Name                                 | Beruf, bekannt als                                        | Alter | Beleg |
| ------------ | ------------------------------------ | --------------------------------------------------------- | ----- | ----- |
| 2. Dezember  | Bartholomäus Ehinger                 | Abt der Reichsabtei Ochsenhausen                          |       |       |
| 2. Dezember  | Jean-François de La Guiche           | Soldat in Frankreich                                      |       |       |
| 2. Dezember  | Johann Wilhelm von Sachsen-Altenburg | Herzog von Sachsen-Altenburg                              | 32    |       |
| 7. Dezember  | Paul Kerkring                        | Ratsherr der Hansestadt Lübeck                            |       |       |
| 8. Dezember  | Albert Girard                        | französischer Mathematiker                                |       |       |
| 8. Dezember  | Johan Philip Lansberg                | niederländischer Astronom                                 | 71    |       |
| 12. Dezember | Zachäus Faber der Jüngere            | deutscher lutherischer Geistlicher und Kirchenlieddichter | 49    |       |
| 17. Dezember | Francis Manners, 6. Earl of Rutland  | englischer Peer und Politiker                             |       |       |
| 20. Dezember | Melchior Borchgrevinck               | dänischer Komponist und Hofkapellmeister                  |       |       |
| 20. Dezember | Frederik Pithan                      | niederländischer Soldat, Offizier und Söldnerführer       |       |       |
| 26. Dezember | Jacob Bartsch                        | deutscher Astronom                                        |       |       |
| 27. Dezember | Girolamo Germano                     | italienischer Jesuit und neugriechischer Philologe        |       |       |

## Datum unbekannt
| Tag               | Name                            | Beruf, bekannt als                                           | Alter | Beleg |
| ----------------- | ------------------------------- | ------------------------------------------------------------ | ----- | ----- |
|                   | Benoît Baudouin                 | Philologe                                                    |       |       |
|                   | Aaron Ibn Chajjim               | jüdischer Gelehrter und Autor                                |       |       |
|                   | Matteo Castelli                 | Baumeister- und Bildhauer                                    |       |       |
|                   | Humprecht Czernin von Chudenitz | böhmischer Adliger                                           |       |       |
|                   | Tygyn Darchan                   | jakutischer König                                            |       |       |
|                   | Louis Deshayes                  | französischer Diplomat                                       |       |       |
|                   | Leandro Gallerano               | italienischer Organist, Kapellmeister und Komponist          |       |       |
|                   | Cesare II. Gonzaga              | Sohn des Herzogs Ferrante II. Gonzaga von Guastalla          |       |       |
|                   | Alexandre Hardy                 | französischer Theaterautor                                   |       |       |
|                   | Georg Helwich                   | Domvikar in Mainz, Historiker, Genealoge                     |       |       |
|                   | Wolf Jacob Herold               | deutscher Geschütz-, Stück- und Glockengießer                | ≈39   |       |
|                   | Conrad Hütter                   | böhmischer Exulant, Bergamtsverwalter- und Assessor          |       |       |
|                   | Kuki Moritaka                   | japanischer General und Admiral                              |       |       |
|                   | Alessandro Maganza              | italienischer Maler                                          |       |       |
|                   | Giovanni Paolo Maggini          | italienischer Geigenbauer                                    |       |       |
|                   | Wolfgang Neidhardt              | deutscher Bronzegießer, Glocken- und Stückgießer             |       |       |
|                   | Johann Christoph Neyffer        | deutscher Maler                                              | 50    |       |
|                   | Lucius Papa                     | Schweizer reformierter Geistlicher und Bibelübersetzer       |       |       |
|                   | Catharina von Platen            | Priorin des Klosters Uetersen                                |       |       |
|                   | Johann Remmelin                 | deutscher Arzt und Mathematiker                              |       |       |
|                   | Vincenzo Rustici                | italienischer Maler                                          |       |       |
|                   | Christian Gilbert de Spaignart  | lutherischer Theologe und deutscher Nationalökonom           |       |       |
|                   | Nathaniel Torporley             | britischer Mathematiker und Astrologe                        |       |       |
|                   | David Vinckboons                | niederländischer Maler                                       |       |       |
| September/Oktober | Ulrich Zusemschneider           | Biberbacher Pfarrer, von schwedischen Landsknechten ermordet |       |       |